# Albert Lebrun
Albert Lebrun (Mercy-le-Haut, 1871. augusztus 29. – Párizs, 1950. március 6.) francia mérnök, politikus, a Harmadik Francia Köztársaság 14. elnöke.

## Pályafutása
Jómódú lotaringiai parasztcsaládban született a német határ mellett. Apja Mercy-le-Haut polgármesteri tisztségét töltötte be. A fiatal Lebrun az iskola mellett rendszeresen segített apjának a földeken. A tanító felfigyelt a kiváló képességű fiúra, és rábeszélte, hogy iratkozzon be Nancyban a gimnáziumba. Az École polytechnique és az École nationale supérieure des mines de Paris (Mines ParisTech) intézményekben szerzett mérnöki diplomát. Vesoulban és Nancyban dolgozott, majd a HEC Paris tanára lett.
1900-ban kezdődött politikai pályafutása, amikor Briey képviselőjévé választották. 1906-ban már Meurthe-et-Moselle megye tanácsának elnöke. Ezt a tisztséget köztársasági elnökké választásáig megtartotta. Armand Fallières elnöksége idején gyarmatügyi miniszter, 1913 januárjában pedig rövid időre hadügyminiszter volt.
Raymond Poincaré elnöksége alatt, 1913–14-ben, ismét a gyarmatügyekért felelős miniszter. 1920-tól Meurthe-et-Moselle szenátora, 1926-ban a szenátus elnökhelyettese, 1931–32-ben pedig elnöke.
Paul Doumer váratlan halála után 1932-ben köztársasági elnökké választották. Nagyon keveset foglalkozott a kormányügyekkel. A halálos áldozatokat is követelő, 1934. február 6-i zavargások után Gaston Doumergue-t kérte fel a nemzeti egységkormány alakítására. 1939. április 5-én ismét elnökké választották. Mandátumát állandó kormányválságok jellemezték. 17 miniszterelnök váltotta egymást 1932 és 1940 között.
1940. június 22-én, a compiègne-i fegyverszünet után a távozó Paul Reynaud helyére Pétaint nevezte ki miniszterelnöknek. Bár nem mondott le köztársasági elnöki posztjáról, de július 10-én visszavonult Vizille-be. 1943. július 27-én a Gestapo letartóztatta és Tirolba, Itter várába vitte. Ott tartották már fogva Édouard Daladier-t, Paul Reynaud-t, Léon Jouhaux szakszervezeti aktivistát et Maurice Gamelint. Lebrun hamarosan megbetegedett. A német orvosok attól féltek, hogy meghal, ezért Hitler döntésére visszaküldték Franciaországba. Pétain perében koronatanú volt.

## Kapcsolódó szócikk
- Franciaország elnökeinek listája